# Richard Dembo
Richard Dembo (* 24. Mai 1948 in Paris; † 11. November 2004 ebenda) war ein französischer Filmregisseur und Drehbuchautor.

## Leben und Werk
Dembo wurde gleich mit seinem ersten Film weltweit bekannt: La diagonale du fou (deutsch: Duell ohne Gnade oder Gefährliche Züge). Dieser 1984 gedrehte Film erhielt einen Oscar für den besten fremdsprachigen Film. Michel Piccoli spielte in diesem Film einen orthodoxen Sowjetbürger. Es geht hierbei um eine Schachpartie zwischen ihm und einem Dissidenten im Exil.
1993 drehte Dembo den Film L'instinct de l'ange mit Hélène Vincent, Jean-Louis Trintignant, François Cluzet und Lambert Wilson. Nachdem er längere Zeit keine neuen Filme gedreht hatte, plante er einen neuen Film: La maison de Nina. Er konnte diesen Plan jedoch nicht mehr verwirklichen. Am 11. November 2004 verstarb Dembo in Paris.